# Herbeuval

Herbeuval este o comună în departamentul Ardennes din nordul Franței. În 1 ianuarie 2022 avea o populație de 124 de locuitori.